# エネルギーツーリズム
エネルギーツーリズム（英: Energy tourism）あるいは資源ツーリズムとは、エネルギーの生産、移送、消費を対象とするツーリズムである。

## 歴史
日本では、20世紀からすでに小中学校の遠足で発電所見学が広くなされていた。21世紀に入ってからの大人向けの工場見学、とりわけ工場夜景やコンビナート観光が脚光を浴びるようになった。1960年代以降のコンビナート造成時に、事業者側に観光の観点がなかったわけではない（例えば水島コンビナート）。しかし1960年代後半からコンビナートに対して「公害」等の負の側面が強調されるにつれ、こうした観光的要素は忘れ去られていった。
20世紀末から21世紀にかけて、環境規制の強化にともない環境汚染物質の排出が減少し「公害」イメージからの脱却につれ、コンビナートの外観を観光の対象とするようになった。コンビナートはエネルギーの移送・精製という、生産と消費の中間的過程である（例 LNGタンカーの接岸）。

## 魅力
日本では2011年の東日本大震災以降、エネルギー資源に関する社会的関心が高まり、こうした取り組みが各地で増えていった。川崎、横浜、四日市、北九州などのコンビナート工場見学、夜景ツアーに限らず、石油備蓄基地、鉱山などが観光の対象となりつつある。むろん既に廃坑となって久しい石見銀山、佐渡金山、夕張炭鉱をはじめ、世界遺産、近代化遺産、地方遺産として関心を集めていることと軌を一にしている。
資源ツーリズムは、資源の生産、移送、加工、消費の各プロセスを観光の対象とするものである。一般に資源関連施設では安全基準の高さゆえに関係者以外立ち入り禁止となっていることが多い。そのため資源ツーリズムには、事業者との細かな調整案件が他のツーリズムより大きく、見学が許可制であるため個人旅行というよりは団体観光に適している。ただし2019年度からのコロナ禍においては、多くの事業者が見学を中止としたため、エネルギーツーリズムは大きな打撃を得た。
資源ツーリズムは、日常生活でエネルギーの消費者の視点しか持ちにくい生活者に、生産、移送の現場視察の機会を提供することにより、エネルギーの産消関係の視角と人類益の理解を促す観光として着目される。平成時代の香川県の渇水時に、香川用水の水源の早明浦ダムの見学者が増加したのと同様に、エネルギー問題が焦点化する際に観光需要も高まる。

## 事例
福井県美浜町では原子力発電を素材に、また小田原市や唐津市では、再生可能エネルギーを素材にしたツーリズムが研究・検討されてきた。また鹿児島県はJTBとともに、地熱・水力・石油火力発電施設等の県内の電力インフラを素材としたツアーを2019年に企画した。

## 関連リンク
- 特定非営利活動法人 北東アジアエネルギー安全保障センター（CESNA）